# Конвой № 2323
Конвой № 2323 — японський конвой часів Другої світової війни, проведення якого відбувалось у липні 1943 року.
Конвой сформували в Рабаулі — головній базі в архіпелазі Бісмарка, з якої японці провадили операції на Соломонових островах та сході Нової Гвінеї. До нього увійшли транспорти «Кінсен-Мару» та «Теймз-Мару» (та, можливо, ще якісь судна), тоді як склад ескорту наразі невідомий. 22 липня конвой вийшов із Рабаула та попрямував на північ.
Під вечір 25 липня за шість сотень кілометрів на південний захід від атола Трук (Чуук, важлива японська база на сході Каролінських островів, з якої до лютого 1944 року провадились операції у цілому ряді архіпелагів) конвой атакував підводний човен Pompon. «Теймз-Мару» спершу поцілили дві торпеди, а після влучання третьої воно розломилося на дві частини та затонуло. Загинуло 6 членів екіпажу.
«Кінсен-Мару» вразили дві торпеди, при цьому корма відломилась і затонула, загинуло 39 осіб. Утім, судно й далі трималося на плаву. 27 липня йому на допомогу прибув переобладнаний канонерський човен «Чоан-Мару № 2», який узяв пошкоджене судно на буксир і 31 липня довів його до Труку. Надалі судно відремонтували, воно й далі виконувало завдання та пережило війну.